# 汉斯·克里斯蒂安·瑟伦森
汉斯·克里斯蒂安·瑟伦森（丹麥語：Hans Christian Sørensen，1900年10月11日—1984年1月23日），丹麦前男子竞技体操运动员。他曾代表丹麦获得1920年夏季奥运会体操比赛男子团体瑞典式银牌。